# 2004 en droit
Cet article présente les faits marquants de l'année 2004 en droit.

## Événements

### Février
- 27 février 2004 : en France, loi organique dont l'article 1er définit le statut de Pays d'outre-mer de la  Polynésie française.

### Avril
- 28 avril 2004 : résolution 1540 du Conseil de Sécurité de l'ONU (Chapitre VII) sur le nucléaire.

## Décès
- 1er septembre : Louis Favoreu, professeur français de droit public, spécialiste du Conseil constitutionnel, né en 1936, mort à 67 ans.